# Tinerețea lui Chopin
Tinerețea lui Chopin (titlul original: în poloneză Młodość Chopina) este un film dramatic – biografic polonez, realizat în 1951 de regizorul Aleksander Ford, reprezentând aspecte din viața tânărului compozitor Chopin, între anii 1825–1830, de la vârsta de 15 până la 21 ani.
Protagoniști filmului sunt actorii Czesław Wołłejko, Aleksandra Śląska, Jan Kurnakowicz și Tadeusz Białoszczyński. 

## Distribuție
- Czesław Wołłejko – Frédéric Chopin
- Aleksandra Śląska – Konstancja Gładkowska
- Jan Kurnakowicz – Józef Elsner, rectorul școlii
- Tadeusz Białoszczyński – Joachim Lelewel
- Gustaw Buszyński – Adam Jerzy Czartoryski
- Igor Śmiałowski – Tytus Woyciechowski, prietenul lui Chopin
- Jerzy Pietraszkiewicz – Joseph Bohdan Zaleski
- Józef Niewęgłowski – Dominik Magnuszewski, prietenul lui Chopin
- Justyna Kreczmarowa – Zuzka
- Emil Karewicz – Józef Zaliwski
- Zbigniew Łobodziński – Seweryn Goszczyński
- Jerzy Kaliszewski – Maurycy Mochnacki
- Jerzy Duszyński – Stefan Witwicki
- Seweryn Butrym – prince Franciszek Ksawery Drucki-Lubecki
- Leon Pietraszkiewicz – Nikolai Novosiltsev
- Tadeusz Cygler – maiorul Nikolai Łunin
- Stefan Śródka – un lucrător parizian
- Lech Ordon – un student
- Maciej Maciejewski

## Coloana sonoră
În coloana sonoră a filmului au fost incluse următoarele piese:
1. Poloneză în D Minor
2. Sonata în C Minor, Opus 4
3. Mazurka în A Minor, Opus 17, Nr. 4
4. Mazurka în C Sharp Minor, Opus 6, Nr. 2
5. Hulanka
6. Concert în E Minor, Opus 11
7. Etude în E Major, Opus 10, Nr. 3
8. Etude în A Monor, Opus 25, Nr. 11
9. Etude în C Minor, Opus 10, Nr. 12